# Charles Workman (Sänger)

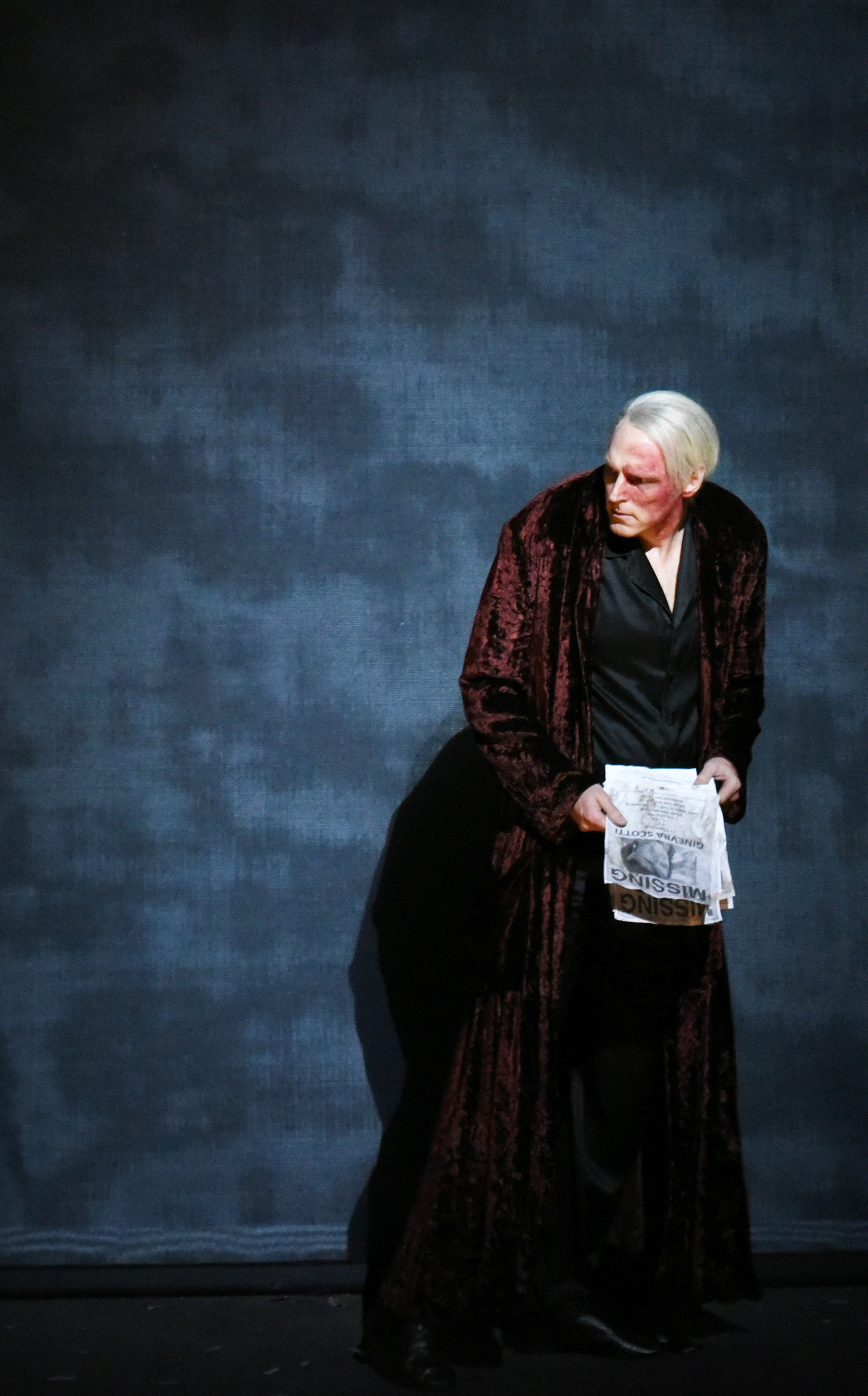
Als Alviano, Opéra de Lyon 2015

Charles Workman (geboren 1965 in Arkansas) ist ein US-amerikanischer Opernsänger der Stimmlage Tenor.

## Leben
Workman absolvierte sein Gesangsstudium an der Juilliard School in New York.
Er debütierte 1991 als Albert in Brittens Albert Herring in der Canadian Opera Company und war danach drei Spielzeiten an der Metropolitan Opera in New York. Seine erste Rolle war der Graf Elemer in Richard Strauss’ Arabella mit Kiri Te Kanawa in der Titelpartie. Von dieser Produktion besteht auch eine Tonaufnahme aus dem Jahr 1994, dirigiert von Christian Thielemann.
1995 übersiedelte der Sänger nach London und debütierte in rascher Folge als Ferrando in Così fan tutte (an der English National Opera), als Agorante in Ricciardo e Zoraide (beim Rossini Opera Festival Pesaro) und als Renaud in Glucks Armide (an der Opéra de Nice). Obwohl sein Repertoire von Monteverdi bis in die Gegenwart reicht, spezialisierte sich der Sänger auf Mozart, Händel und das französische Repertoire. Workman ist an praktisch allen bedeutenden Opernbühnen West- und Mitteleuropas aufgetreten – in Paris, Lyon, Milano, Napoli, Palermo, Venezia, Trieste, Barcelona, Madrid, Lisboa, Zürich, Genève, Bruxelles, Gent, Antwerpen, Praha, München, Frankfurt, an der Staatsoper Unter den Linden und der Deutschen Oper in Berlin, der Welsh National Opera und an der Royal Opera Covent Garden.
1999 debütierte Charles Workman erfolgreich bei den Salzburger Festspielen unter Sir Simon Rattle in Rameaus Les Boréades und bei den Berliner Philharmonikern unter Claudio Abbado mit Bachs h-Moll-Messe. Zu seinen wichtigen Mozart-Rollen zählen – neben dem Ferrando – der Don Ottavio (in Salzburg, Bruxelles, Paris und Santa Fe), der Tamino (in Lisboa), der Idomeneo (in Paris, Praha, Ancona und Berlin), der Titus (in La Coruña, Paris und Genève). Von Rossini singt Workman die Tenorpartien in Il viaggio a Reims, Il barbiere di Siviglia, La Cenerentola, Moïse et Pharaon und La donna del lago. Zu seinem Repertoire des 20. Jahrhunderts zählen der Prinz in Prokofjews Liebe zu den drei Orangen (in Paris), der Alwa in Bergs Lulu (in Paris), Pfitzners Palestrina (in München), Zemlinskys Der Zwerg (in Paris) und der Albert Gregor in Janáčeks Věc Makropulos (wiederum in Paris), sowie der Flamand in Richard Strauss’ Capriccio. 2015 übernahm er höchst erfolgreich den Alviano in Franz Schrekers Die Gezeichneten an der Opéra de Lyon.
Im Theater an der Wien gastierte er drei in Händel-Produktionen: 2010 als Jupiter und Apollo an der Seite von Cecilia Bartoli in  Semele, 2013 konzertant in Il trionfo del tempo e del disinganno und 2014 in einer szenischen Messiah- Fassung von Claus Guth.

## Aufnahmen (Auswahl)
- Bizet: La jolie fille de Perth
- Gluck: Armide
- Mozart: Il sogno di Scipione
- Rossini: Armida, Moïse et Pharaon

### DVD
- Händel: Acis and Galatea (Royal Opera Covent Garden), Semele (Opernhaus Zürich)
- Hindemith: Cardillac (Paris Opera)
- Prokowjew: Die Liebe zu den drei Orangen (Paris Opera)
- Rossini: La gazzetta (Barcelona Liceu), Tancredi (Trieste Teatro Verdi)
- Richard Strauss: Arabella – Metropolitan Opera New York, 1994 – Christian Thielemann (Dir.); Donald McIntyre (Graf Waldner); Helga Dernesch (Adelaide); Kiri Te Kanawa (Arabella); Marie McLaughlin (Zdenka); Wolfgang Brendel (Mandryka);   David Kuebler (Matteo); Charles Workman (Graf Elemer); Kim Josephson (Graf Dominik); Julien Robbins (Graf Lamoral); Natalie Dessay (Die Fiakermilli). DGG 3671058 (1 DVD)
- Tan Dun: Marco Polo (Netherlands Opera)